# Xã Sundown, Quận Redwood, Minnesota
Xã Sundown (tiếng Anh: Sundown Township) là một xã thuộc quận Redwood, tiểu bang Minnesota, Hoa Kỳ. Năm 2010, dân số của xã này là 185 người.